# Nina Siewert
Nina Siewert (* 6. Mai 1994 in Stuttgart) ist eine deutsche Schauspielerin.

## Werk

### Fernsehen
2006 spielte Siewert in der Tatort-Episode Revanche mit. In der erstmals von Dezember 2007 bis März 2008 ausgestrahlten dritten Staffel der Kinder- und Jugendfernsehserie Ein Fall für B.A.R.Z. war sie in der Hauptrolle der Melanie „Bina“ zu sehen. Sie ersetzte die Figur Barth (Daniel Bizer) als B im Serientitel. 2011 spielte sie in der Mini-Mystery-Serie Grimmsberg mit.
Von Mitte 2019 bis Dezember 2021 spielte sie die Rolle der Kriminalkommissarin Nele Becker in der Krimiserie SOKO Stuttgart.

### Theater
Nach der Schauspielausbildung an der Hochschule für Musik und Theater „Felix Mendelssohn Bartholdy“ Leipzig (2014 bis 2017) und einem Jahr im Studio des Schauspiel Leipzig (Spielzeit 2016/2017) wurde Siewert 2017 von Armin Petras fest am Schauspiel Stuttgart engagiert. Seit der Spielzeit 2022/23 ist sie festes Ensemblemitglied am Wiener Burgtheater.

## Filmografie (Auswahl)
- 2006: Tatort: Revanche (Fernsehreihe)
- 2007–2008: Ein Fall für B.A.R.Z. (Fernsehserie)
- 2010: SOKO Stuttgart – Altlasten (Fernsehserie)
- 2011: Grimmsberg
- 2019–2021, 2023: SOKO Stuttgart (Fernsehserie, 40 Folgen)
- 2020: WaPo Bodensee – Go for Gold (Fernsehserie)
- 2023: Tatort: Das geheime Leben unserer Kinder (Fernsehreihe)